# Морашевский, Каэтан
Каэта́н Мораше́вский или Каета́н Мораше́вский (лат. Cajetanus Moraszewski, бел. Каэта́н Марашэ́ўскі или Каята́н Марашэ́ўскі; ум. 1811, Шумскас) — драматург, просветитель, профессор риторики и поэтики Забельского доминиканского коллегиума (Полоцкое воеводство). Один из основоположников белорусской драматургии.

## Биография
Место и дата рождения неизвестны. Преподавал в Забельском доминиканском коллегиуме (ныне — агрогородок Волынцы, Верхнедвинского района Витебской области, Республика Беларусь). Создал совместно с коллегами — Михаилом Тетерским и Игнацием Юревичем — Забельский школьный театр. Автор «Комедии» (1787) и трагедии «Свобода в неволе» (поставлена в 1787 году в местном школьном театре).. В 1788 был переведен в монастырь в Аглоне, в конце жизни был приором монастыря в Шумскасе.

## Творчество
В Забельском рукописном сборнике (библиотека Литовской академии наук) сохранились лишь два драматургических произведения К. Морашевского: «Комедия» и «Свобода в неволе». В «Комедии» показаны приключения крепостного крестьянина Дёмки. Автор в «Комедии» высказывает просветительские идеи о том, что счастье зависит от поступков самого человека, а не происков внешних сил. Пьеса написаны в соответствии с эстетикой классицизма, с элементами влияния барочной интермедии, которая впервые в белорусской драматургии была развёрнута К. Морашевским в полноценную комедию. Идеи просвещения заложены также в трагедии «Свобода в неволе», где главный герой — римский полководец Велизарий — выше личных интересов ставит интересы родины.
«Комедия» была впервые опубликована В. Перетцем в 1911 году. Сюжет «Комедии» использовал Ф. Олехнович (пьеса «Птушка шчасця», 1920)..
В 1991 году на основе произведения К. Морашевского «Комедия» белорусским драматургом и режиссёром Владимиром Рудовым был поставлен одноимённый спектакль в Альтернативном театре (Минск), затем постановка перешла в репертуар Малого театра Минска. «Комедия» завоевала несколько международных Гран-при («Славянские встречи», «Золотой лев», «Херсонесские игры»). «Комедия» идёт также в Минском областном драматическом театре (Молодечно), Гродненском областном театре и в Народном театре «Валентин» (Могилёв).